# مارسلین دو کونینگ
مارسلین دو کونینگ (انگلیسی: Marcelien de Koning؛ زادهٔ ۱۰ مهٔ ۱۹۷۸) قایقران اهل پادشاهی هلند است.